# Paolo Tiralongo
Paolo Tiralongo, nascido a 8 de julho de 1977 em Avola, é um exciclista italiano. Passou a profissionais no ano 2000 e desde o 2010 até 2017, ano da sua retirada, correu para a equipa cazaque, Astana Pro Team.
No 2009, após uma longa carreira de gregário, corre a Volta a Espanha como chefe de filas concluindo oitavo da geral permanecendo sempre com os melhores homens nas etapas de montanha.

## Palmarés
1999
- Tríptico das Ardenas

2011
- 1 etapa do Giro d'Italia

2012
- 1 etapa do Giro d'Italia

2015
- 1 etapa do Giro do Trentino
- 1 etapa do Giro d'Italia

## Resultados em Grandes Voltas
| Carreira        | 2000 | 2001 | 2002 | 2003 | 2004 | 2005 | 2006 | 2007 | 2008 | 2009 | 2010 | 2011 | 2012 | 2013 | 2014 | 2015 | 2016 | 2017 |
| --------------- | ---- | ---- | ---- | ---- | ---- | ---- | ---- | ---- | ---- | ---- | ---- | ---- | ---- | ---- | ---- | ---- | ---- | ---- |
| Giro d'Italia   | -    | -    | -    | Ab.  | -    | 32º  | 15º  | 26º  | -    | 38º  | Ab.  | 19º  | 23º  | 99º  | 45º  | 19º  | -    | 83º  |
| Tour de France  | -    | -    | -    | -    | -    | -    | 70º  | -    | 49º  | -    | 54º  | -    | -    | -    | -    | -    | 74º  | -    |
| Volta a Espanha | 96º  | -    | 43º  | -    | -    | -    | -    | Ab.  | 27º  | 8º   | -    | -    | 38º  | 51º  | 33º  | Ab.  | -    | -    |

-: não participa

Ab.: abandono

## Equipas
- Fassa Bortolo (2000-2002)
- Ceramiche Panaria (2003-2005)
  - Panaria-Fiordo (2003)
  - Ceramica Panaria-Margres (2004)
  - Ceramica Panaria - Navigare (2005)
- Lampre (2006-2009)
  - Lampre (2006)
  - Lampre-Fondital (2007)
  - Lampre (2008)
  - Lampre-NGC (2009)
- Astana (2010-2017)
  - Astana (2010)
  - Pro Team Astana (2011)
  - Astana Pro Team (2012-2017)